# Fragmenta historicorum Graecorum
Die Fragmenta historicorum Graecorum (FHG) sind eine Sammlung von Textfragmenten aus ansonsten nicht überlieferten Werken von über 600 Autoren der griechischen Antike. Es handelt sich dabei um Zitate späterer (zumeist römischer) Autoren aus den einzelnen Werken.
Herausgegeben wurden sie von Karl Müller, für Band 1 unterstützt von seinem Bruder Theodor Müller, für Band 5, 2 mit den nur in Armenisch überlieferten Fragmenten durch Victor Langlois. Die Bände erschienen von 1841 bis 1872 in Paris im Verlag Firmin Didot in der Reihe Scriptorum Graecorum bibliotheca. Jedem Text wurde eine lateinische Übersetzung beigegeben. Der erste Band enthält auch eine Ausgabe des Marmor Parium sowie den griechischen Text des Steins von Rosetta mit einer französischen Übersetzung und Kommentar durch Jean Antoine Letronne.
Fortgeführt wurde die Sammlung der griechischen Historiker durch die seit 1923 von Felix Jacoby herausgegebenen Fragmente der griechischen Historiker. Diese Ausgabe hat die Fragmenta historicorum Graecorum praktisch vollständig überholt und ersetzt, sie sind heute nur noch von wissenschaftshistorischem Wert.

## Ausgabe
- Fragmenta historicorum Graecorum. Collegit, disposuit, notis et prolegomenis illustravit, indicibus instruxit Carolus Müllerus. (Scriptorum graecorum bibliotheca, Bände 34, 37, 40 und 59) (Digitalisat) (Neuauflagen 1875–1885, 1928–1938, Reprint Frankfurt am Main 1975).
  - Bd. 1. Karl Müller, Theodor Müller, Paris 1841 (Digitalisat im Internet Archive).
  - Bd. 2. Karl Müller, Paris 1848 (Digitalisat).
  - Bd. 3. Karl Müller, Paris 1849 (Digitalisat).
  - Bd. 4. Karl Müller, Paris 1851 (Digitalisat).
  - Bd. 5, 1. Karl Müller, Paris 1870 (Digitalisat).
  - Bd. 5, 2. Victor Langlois: Historicorum Graecorum et Syriorum reliquiae in Armeniorum scriptis servatae. Paris 1872 (Digitalisat).